# 菲利佩尼鄉 (巴克烏縣)
46°32′N 27°11′E / 46.533°N 27.183°E
菲利佩尼鄉（羅馬尼亞語：Comuna Filipeni, Bacău），是羅馬尼亞的鄉份，位於該國東北部，由巴克烏縣負責管轄，面積74平方公里，海拔高度253米，2007年人口2,326，人口密度每平方公里32人。